# 西部政治学会
西部政治学会（英語：Western Political Science Association）是美国政治科学研究者的专业组织，于1947年建立。

## 年会
西部政治学会于每年3月或者4月举办学术年会，主要由来自美国西部的学者参与。

## 学术期刊
西部政治学会出版同行评审学术期刊《政治研究季刊》。

## 外部连结
- 西部政治学会官方网站 （页面存档备份，存于）